# Trapezonotus arenarius
Trapezonotus arenarius är en insektsart som först beskrevs av Carl von Linné 1758. Enligt Catalogue of Life ingår Trapezonotus arenarius i släktet Trapezonotus och familjen Rhyparochromidae, men enligt Dyntaxa är tillhörigheten istället släktet Trapezonotus och familjen fröskinnbaggar. Arten är reproducerande i Sverige. Inga underarter finns listade i Catalogue of Life.

## Bildgalleri

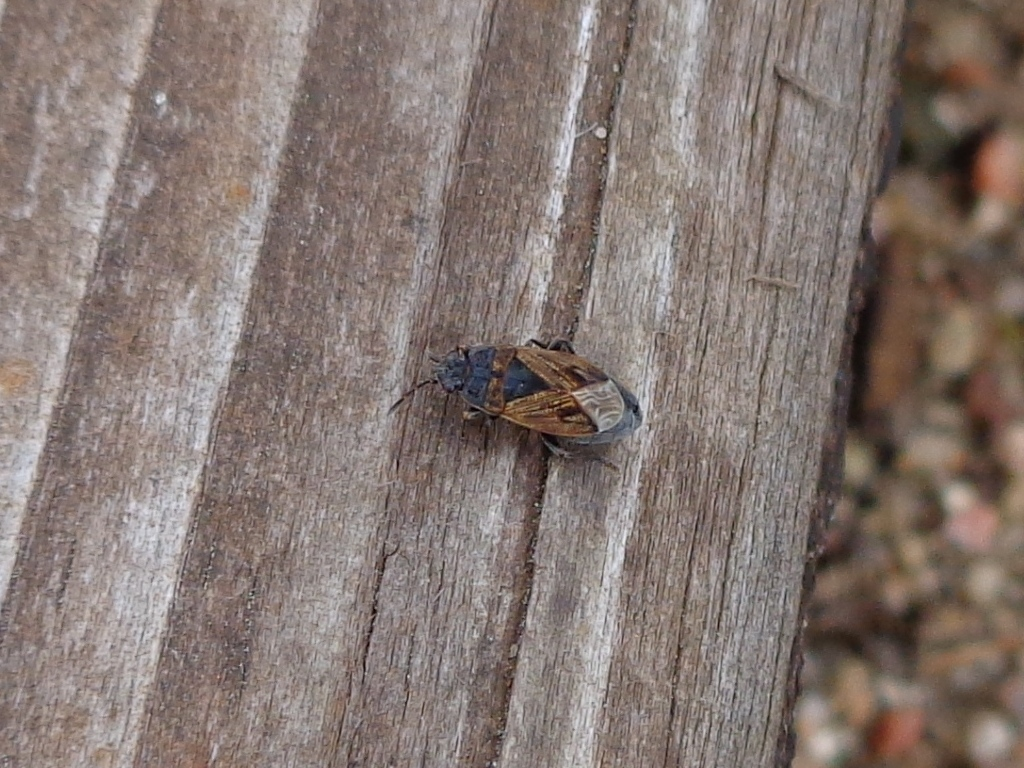